# Pentra
Pentra (z ang. pantry – spiżarnia) – wydzielone miejsce na jednostce pływającej służące do kompletowania posiłków. Pentrę wykorzystuje się do przygotowania nakryć oraz samych potraw przyrządzonych w kambuzie przed wyniesieniem do mesy. Jest to również pomieszczenie w którym przechowuje się zastawę stołową.